# Kazimierz Biernacki (dziennikarz)

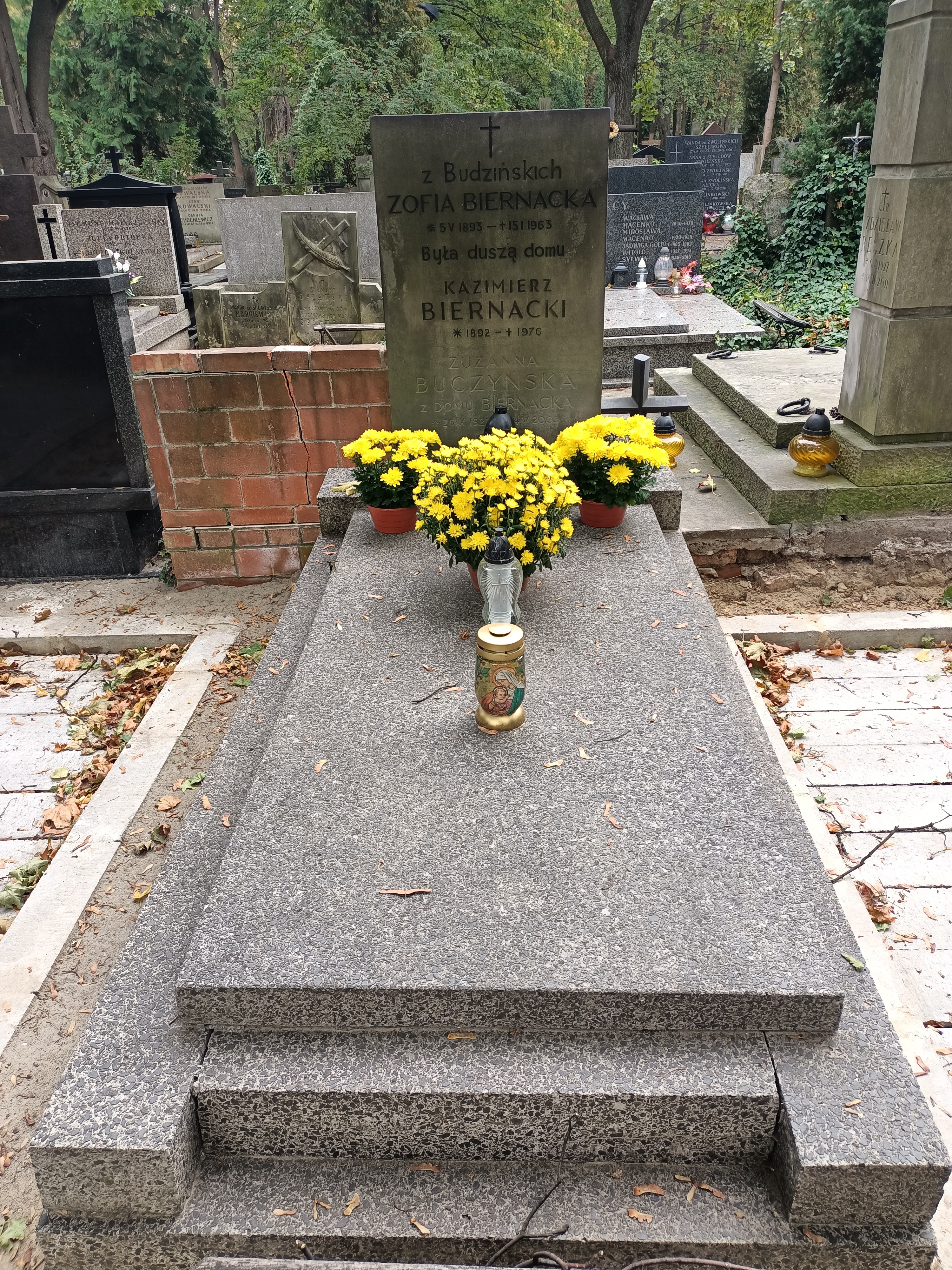
Grób Kazimierza Biernackiego na Cmentarzu Powązkowskim

Kazimierz Biernacki (ur. 27 maja 1892 w Łęczycy, zm. 29 września 1976 w Warszawie) – polski dziennikarz, publicysta, architekt.

## Życiorys
Był synem Juliana. Studiował na wydziale architektury Politechniki w Mediolanie. 26 września 1916 roku był zwycięzcą chodu na dystansie maratońskim 42 km i 200 m. 
W 1912 roku został pierwszym warszawskim reporterem sportowym, pracując dla Kuriera Warszawskiego. W 1922 roku ukończył studia na Wydziale Architektury Politechniki Warszawskiej. W 1921 roku został kierownikiem działu sportowego gazety Rzeczypospolita. Uczestnik pierwszego w historii meczu piłkarskim reprezentacji Polski z drużyną Węgier w Budapeszcie. Brał udział w pracach nad plebiscytem na Górnym Śląsku. Był redaktorem bytomskiej gazety „Sportowiec”. Współtwórca AZS Warszawa oraz Polskiego Komitetu Olimpijskiego. 
W latach 1952–1954 był współautorem projektu przebudowy wnętrza Hotelu Bristol w Warszawie.
Został pochowany na cmentarzu powązkowskim w Warszawie kwatera 257 rząd 6 grób 17.

## Publikacje
- Młodzież polska a Igrzyska Olimpijskie, Warszawa, 1916;
- Jak zwyciężać w chodzie, Warszawa, 1917;
- Budownictwo i technika sanitarna zakładów żywienia zbiorowego, Warszawa, 1952.